# Fåfängans marknad (film, 1962)
Fåfängans marknad är en svensk filmkavalkad från 1962 i regi av Gardar Sahlberg. En kavalkad över svenskt nöjes- och folkliv från 1908 fram till och med ljudfilmens debut.

## Handling
Bilder på en biopublik och då Sölvesborgs biograf förevisar "lefvande bilder". Bilder ur Sjömansdansen (1911) i regi av N.H. Nylander och i Afgrunden utför Asta Nielsen Gauchodansen kring den bundne Poul Reumert i regi av Urban Gad 1911. I Patriks äventyr sitter Eric Lindholm sönder en soffa och reser till Amerika, regi av Arvid Englind 1911. Parhästar med täckvagn ur Calle som miljonär. Emma Meissner sjunger ur Glada änkan. Exteriör från Svenska Biografteaterns ateljé  på Lidingö där Victor Sjöström provfilmar barn. I Skandias ateljé i Långängen i Stocksund spelar John W. Brunius in filen Synnöve Solbakken med sonen bland andra Palle Brunius och Solveig Hedengran 1919. Avsnitt ur Mästerkatten i stövlar med Gösta Ekman, Carlo Keil-Möller, Mary Johnson, Gustaf 'Frippe' Fredriksson och Sam Ask. 
I Filmstaden i Råsunda inspekterar Victor Sjöström och Ivan Hedqvist bygget till Hjalmar Bergmanfilmen Vem dömer och Mauritz Stiller instruerar Richard Lund. Karl Gerhard och andra skådespelare rusar ut från Cabaret Vildkatten i Göteborg och revyförfattaren Emil Norlander tar igen sig vid Mälarens stränder. Torsten Winge, Lars Hanson och Greta Garbo ses på Strand hotells terrass. Avsnitt ur De läckra skaldjuren med Olle och Frida Winnerstrand. 
Ernst Rolf åker Djurgårdsfärja samt avsnitt ur Rolfrevyn Så ska vi ha't. Harry Persson boxas mot Bud Gorman med Gösta Ekman och Albert Engström vid ringside på Velodromen och Sven Jerring som rundradierar. Dagens Nyheters stadslöpning med Arne Borg som får blommor av Brita Appelgren och Margit Manstad. 1928 års skottårsbal på Danspalatset 'Sphinx' vid Kungsgatan i Stockholm. Ragnar Hyltén-Cavallius, Valdemar Dalquist, Eric Abrahamsson, Bengt Idestam-Almquist och Carl Brisson är ute och roar sig. Brisson och Gustaf Molander resonerar om filmen Hjärtats triumf (1929). 
Operans chef John Forsell fyller 60 år, teaterkungen Albert Ranft fyller 70 och skådespelaren Anders De Wahl fyller 60, De Wahl uppvaktar även Delsbostintan på hennes födelsedag. Djurgårdsteatern brinner ner. Avsnitt ur Säg det i toner. Calle von Schewen dansar på en brygga och Anna-Lisa Baude och Valle Dalquist ses i en scen på en bro i filmen Brokiga blad. Karl Gerhard sjunger en kuplett med balettflickor i bakgrunden i ljudfilmen Prov utan värde.
Greta Garbo "Look a like"-tävling 1931 där Victor Sjöström, Lars Hanson och Karin Molander sitter i juryn. Wiggerskvartetten sjunger till en rumba. Kapten Bertil Uggla demonstrerar morgongymnastik. Invigning av biografen Spegeln med Karl Gerhard 1935. Nils Lundell och Katie Rolfsen i filmklipp. Nyinvigning av Folkan med Karl Gerhard, Zarah Leander och Lili Ziedner. Karl Gerhard i Pauline Brunius-mask och hembesök i Kråkslottet med besök av Jules Sylvain, Sickan Carlsson och Eric Abrahamsson, samt framförandes Jag är ett bedårande barn av min tid.

## Om filmen
Filmen premiärvisades på biograferna Spegeln och Fontänen i Stockholm 26 december 1962. Som speakers hör man Georg Funkquist, Nils Jerring och Gardar Sahlberg.